# Cal·libi de Tègea
Cal·libi de Tègea （llatí: Callibius, en grec antic Καλλίβιος «Kallíbios») era un dels caps del partit democràtic de Tègea l'any 370 aC.
Es va presentar davant de l'assemblea de Tegea a demanar permís per unir a les ciutats arcàdies en una lliga i va defensar el seu punt de vista amb una crida a les armes. Va ser derrotat pel cap oligàrquic Estàsip i Proxè, el company de Cal·libi, va morir a la lluita, i els demòcrates es van haver de retirar fora de les muralles de la ciutat. Llavors va iniciar negociacions amb Estàsip, però en realitat esperava reforços que havien d'arribar de Mantinea. Quan aquests van arribar Estàsip i els seus es van refugiar al temple d'Artemisa a la ciutat. Cal·libi no va respectar el lloc sagrat i el va atacar i els va obligar a rendir-se. Els oligarques van caure presoners i van ser executats després d'un simulacre de judici. En parlen Xenofont i Pausànies.